# Constantin VI de Constantinople

Constantin VI de Constantinople (en grec Κωνσταντίνος Στ', né à Sygée (aujourd'hui Kumyaka), en Propontide, en 1860 et mort en 1930) fut patriarche de Constantinople du 17 décembre 1924 au 22 mai 1925.